# Ken Block
Kenneth Paul Block, detto Ken (Long Beach, 21 novembre 1967 – Park City, 2 gennaio 2023), è stato un pilota di rally, imprenditore e stuntman statunitense.

## Carriera

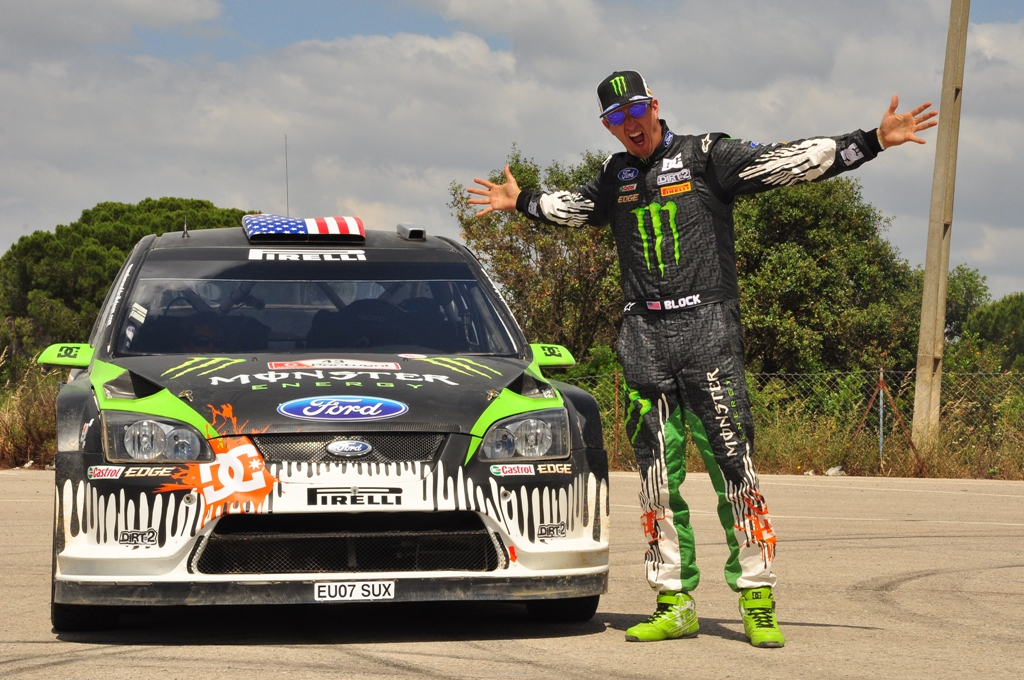
Ken Block con la Focus WRC nel 2010 al rally di Portogalllo

Nel 1993 è fondatore insieme a Damon Way dell'azienda DC Shoes. Ha praticato diverse discipline come lo skateboard, lo snowboard e il motocross.
Nel 2005 inizia, in ambito nazionale, la sua carriera sportiva nei rally, correndo con una Subaru Impreza WRC preparata dal team Vermont SportsCar nel campionato Rally America; si classifica al quarto posto assoluto e ottiene il titolo di rookie dell'anno. Nel 2006 entra, insieme a Travis Pastrana, nel Subaru Rally Team USA e termina secondo assoluto nel Rally America. Nello stesso anno partecipa per la prima volta alla competizione rallystica degli X Games, vincendo la medaglia di bronzo.
Nel 2007 termina terzo nella competizione nazionale rally e vince la medaglia d'argento agli X Games. Nello stesso anno debutta nel campionato mondiale rally in Messico correndo sempre con una Subaru. Nel 2008 ottiene il bronzo negli X Games, finisce al secondo posto il campionato Rally America e partecipa al Rally della Nuova Zelanda del mondiale.

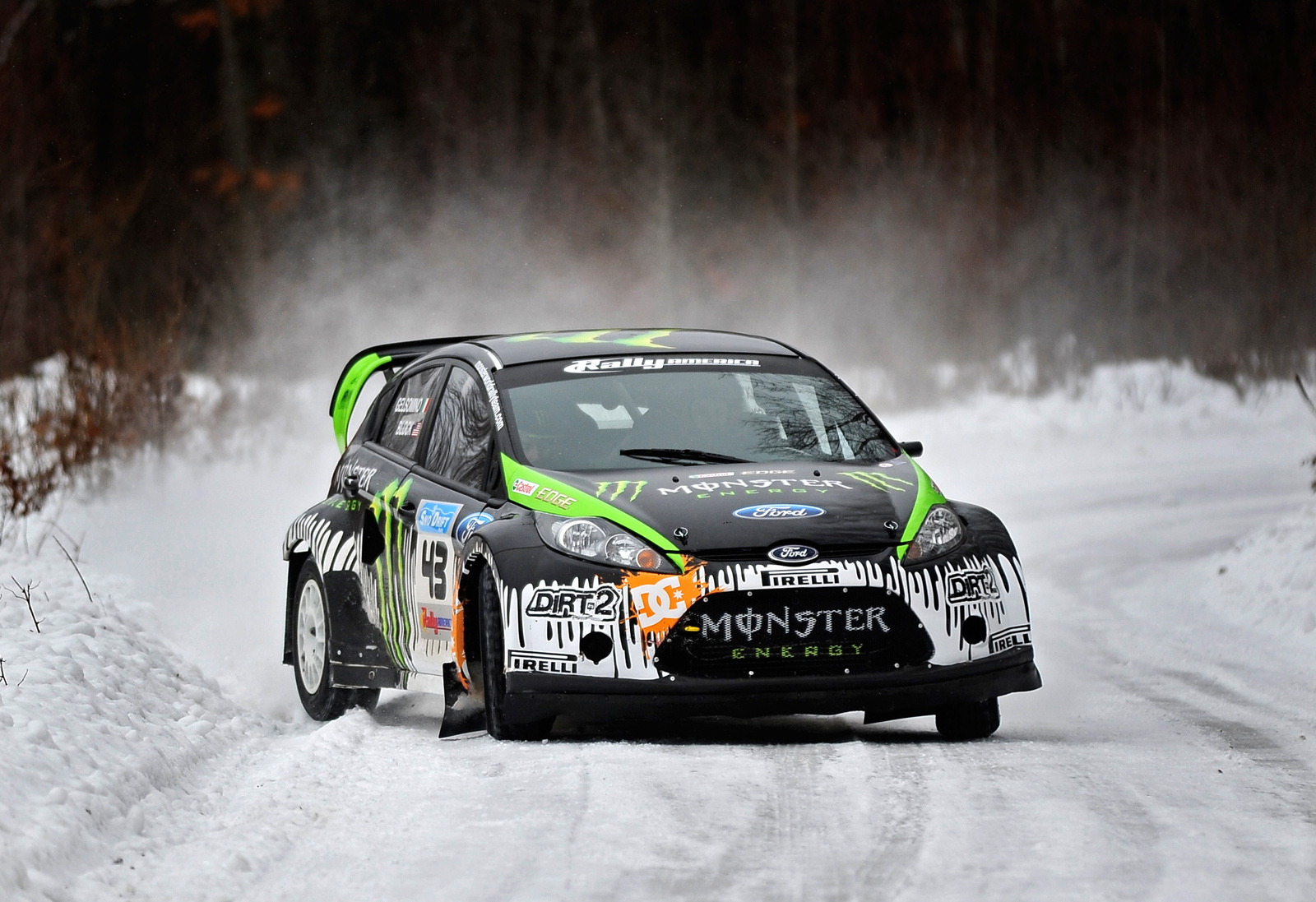
Block durante un test invernale con la Ford Fiesta RS WRC nel 2010

Nel 2009 continua a prendere parte alle competizioni del campionato nazionale, nel quale termina al quarto posto generale. Nello stesso anno fa un'apparizione in una puntata del programma televisivo Top Gear nella quale viene intervistato da James May e si esibisce in un aeroporto dismesso. Intraprende anche un rapporto di collaborazione con la Codemasters nell'ambito dei videogiochi per DiRT 2, DiRT 3 e DiRT Showdown.
Nel 2010 con il supporto di M-Sport forma una propria squadra, il Monster World Rally Team, per correre in parte degli eventi del mondiale rally con una Ford Focus RS WRC, finendo in zona punti in Spagna. In ambito nazionale termina al dodicesimo posto. Continua a partecipare al mondiale WRC anche nel 2011 e nel 2012 a bordo di una Ford Fiesta RS WRC, ottenendo alcuni piazzamenti a punti. Sempre nel 2012 ottiene un'altra medaglia d'argento agli X Games e vince due eventi del Rally America.

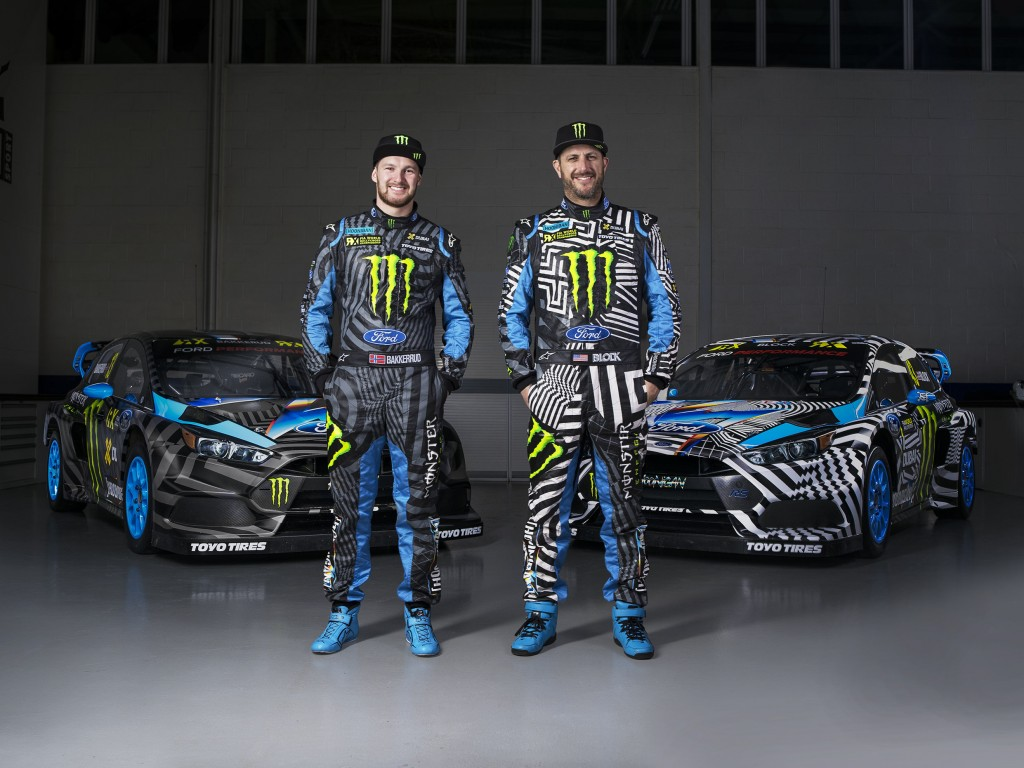
Ken Block con la Ford Focus RS RX del team Hoonigan Racing Division nel 2016, versione per il World Rallycross Championship

Nel 2011 il 23 marzo, Block e il suo co-pilota Alex Gelsomino sono stati portati in ospedale, dopo essersi ribaltati con la loro Ford Fiesta RS WRC durante uno shakedown del Rally del Portogallo 2011 a Faro, in Portogallo. Un rappresentante del team Monster World Rally in seguito dichiarò che entrambi gli uomini stavano bene.
Nel 2013 nella prima gara della stagione iniziò bene, entrando nella top-ten nel rally del Messico, ricevendo così i suoi primi sei punti per il campionato, finendo in settima posizione, risultato migliore della sua carriera in una tappa del WRC.

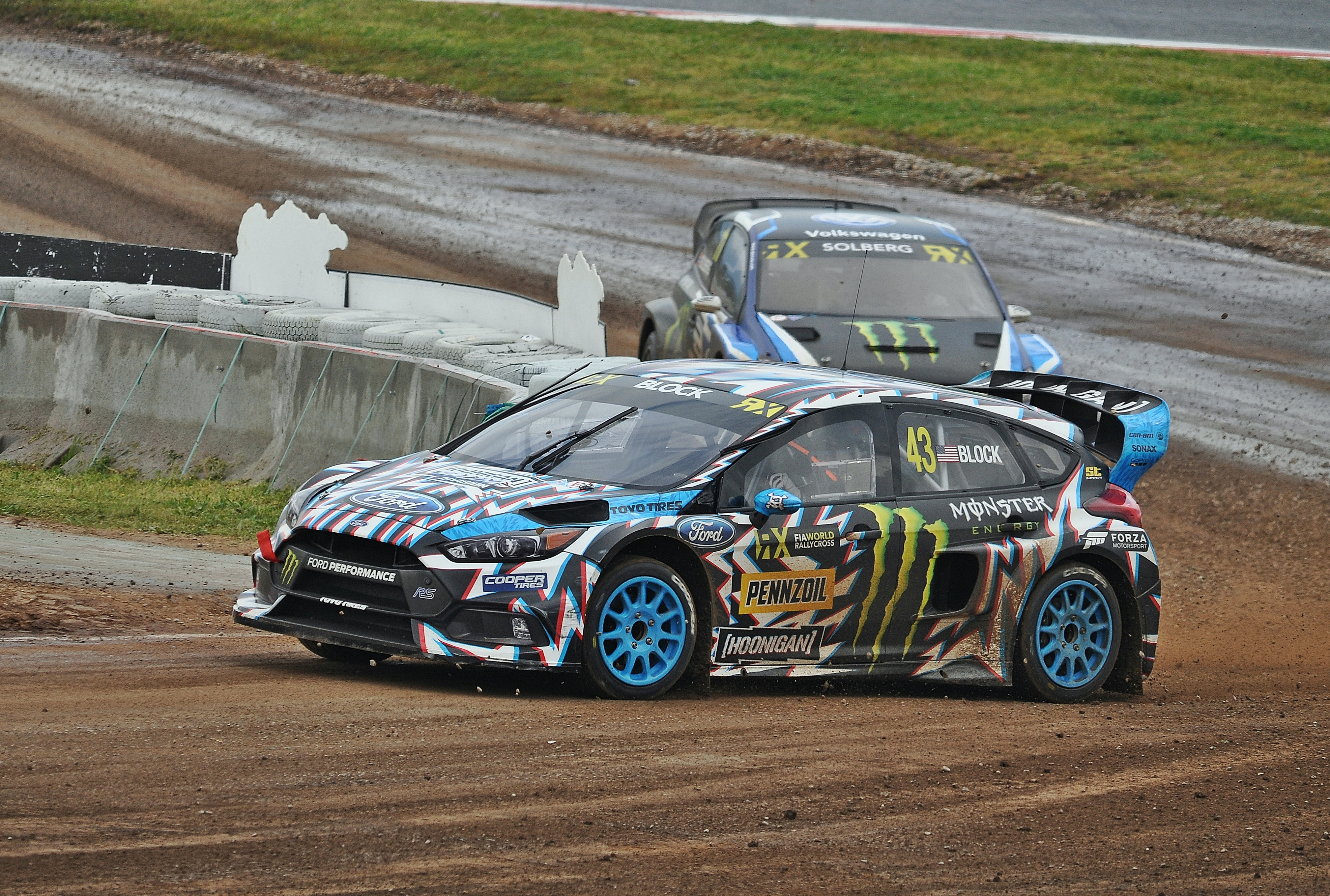
Block su Ford Focus RS al Rallycross di Barcellona 2017

Nel 2014 Castrol ritornò come sponsor di Block. Partecipò al WRC in Catalogna. Era al 10º posto fino all'ultimo stage in cui subì una foratura e perse una notevole quantità di tempo. Concluse 12º.

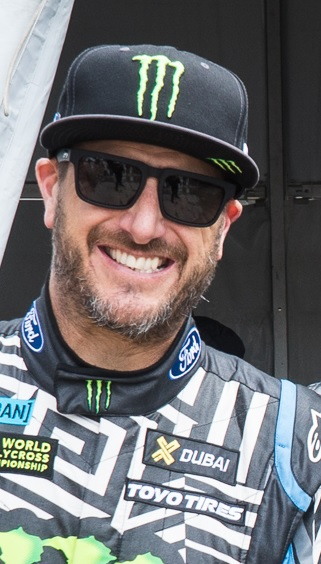
Block nel 2016

Nel 2015 Block continuò a competere nel Global RallyCross Championship. Impiegò più tempo nella gestione della società Hoonigan. Annunciò anche che non avrebbe più corso nel World Rally Championship, il primo dal 2009.
È morto il 2 gennaio 2023 per un incidente in motoslitta, avvenuto nella Contea di Wasatch in Utah. Secondo quanto ricostruito dalle forze dell'ordine locali, stava guidando su di una pendenza molto scoscesa quando il mezzo si sarebbe capovolto andandogli a finire addosso.

## Risultati nel mondiale rally

### WRC
| 2007 | Scuderia             | Vettura            |  |  |  |    |  |  |  |  |  |  |    |  |  |  |  |  | Punti | Pos. |
| ---- | -------------------- | ------------------ |  |  |  | -- |  |  |  |  |  |  | -- |  |  |  |  |  | ----- | ---- |
| 2007 | Privato / Rally FaNZ | Subaru Impreza WRC |  |  |  | 28 |  |  |  |  |  |  | 56 |  |  |  |  |  | 0     |      |

| 2008 | Scuderia              | Vettura            |  |  |  |  |  |  |  |  |  |  |    |  |  |  |  |  | Punti | Pos. |
| ---- | --------------------- | ------------------ |  |  |  |  |  |  |  |  |  |  | -- |  |  |  |  |  | ----- | ---- |
| 2008 | Subaru Rally Team USA | Subaru Impreza WRC |  |  |  |  |  |  |  |  |  |  | 30 |  |  |  |  |  | 0     |      |

| 2010 | Scuderia    | Vettura           |  |    |    |     |  |  |  |  |     |  |    |   |    |  |  |  | Punti | Pos. |
| ---- | ----------- | ----------------- |  | -- | -- | --- |  |  |  |  | --- |  | -- | - | -- |  |  |  | ----- | ---- |
| 2010 | Monster WRT | Ford Focus RS WRC |  | 18 | 24 | Rit |  |  |  |  | Rit |  | 12 | 9 | 21 |  |  |  | 2     | 19º  |

| 2011 | Scuderia    | Vettura            |    |    |    |  |  |    |  |  |    |    |   |     |   |  |  |  | Punti | Pos. |
| ---- | ----------- | ------------------ | -- | -- | -- |  |  | -- |  |  | -- | -- | - | --- | - |  |  |  | ----- | ---- |
| 2011 | Monster WRT | Ford Fiesta RS WRC | 14 | 12 | NP |  |  | 18 |  |  | 17 | 19 | 8 | Rit | 9 |  |  |  | 6     | 22º  |

| 2012 | Scuderia    | Vettura            |  |  |   |  |  |  |   |     |  |  |  |  |  |  |  |  | Punti | Pos. |
| ---- | ----------- | ------------------ |  |  | - |  |  |  | - | --- |  |  |  |  |  |  |  |  | ----- | ---- |
| 2012 | Monster WRT | Ford Fiesta RS WRC |  |  | 9 |  |  |  | 9 | Rit |  |  |  |  |  |  |  |  | 4     | 28º  |

| 2013 | Scuderia                  | Vettura            |  |  |   |  |  |  |  |  |  |  |  |  |  |  |  |  | Punti | Pos. |
| ---- | ------------------------- | ------------------ |  |  | - |  |  |  |  |  |  |  |  |  |  |  |  |  | ----- | ---- |
| 2013 | Hooningan Racing Division | Ford Fiesta RS WRC |  |  | 7 |  |  |  |  |  |  |  |  |  |  |  |  |  | 6     | 20º  |

| 2014 | Scuderia                 | Vettura            |  |  |  |  |  |  |  |  |  |  |  |    |  |  |  |  | Punti | Pos. |
| ---- | ------------------------ | ------------------ |  |  |  |  |  |  |  |  |  |  |  | -- |  |  |  |  | ----- | ---- |
| 2014 | M-Sport World Rally Team | Ford Fiesta RS WRC |  |  |  |  |  |  |  |  |  |  |  | 12 |  |  |  |  | 0     |      |

| 2018 | Scuderia        | Vettura         |  |  |  |  |  |  |  |  |  |  |  |     |  |  |  |  | Punti | Pos. |
| ---- | --------------- | --------------- |  |  |  |  |  |  |  |  |  |  |  | --- |  |  |  |  | ----- | ---- |
| 2018 | Hoonigan Racing | Ford Fiesta WRC |  |  |  |  |  |  |  |  |  |  |  | Rit |  |  |  |  | 0     |      |

| Legenda | 1º posto | 2º posto | 3º posto | A punti | Senza punti | Ritirato | Squalificato | NP=Non partito C=Gara cancellata | Apice=Power stage |

### P-WRC
| 2008 | Scuderia              | Vettura                |  |  |  |  |  |  |  |  |  |  |    |  |  |  |  |  | Punti | Pos. |
| ---- | --------------------- | ---------------------- |  |  |  |  |  |  |  |  |  |  | -- |  |  |  |  |  | ----- | ---- |
| 2008 | Subaru Rally Team USA | Subaru Impreza STi N12 |  |  |  |  |  |  |  |  |  |  | 13 |  |  |  |  |  | 0     |      |

| Legenda | 1º posto | 2º posto | 3º posto | A punti | Senza punti | Ritirato | Squalificato | NP=Non partito C=Gara cancellata | Apice=Power stage |